# Mandya (distrikt)
Mandya är ett distrikt i Indien.   Det ligger i delstaten Karnataka, i den södra delen av landet, 1 800 km söder om huvudstaden New Delhi. Antalet invånare är 1 805 769.
Följande samhällen finns i Mandya:
- Mandya
- Malavalli
- Maddūr
- Krishnarājpet
- Shrīrangapattana
- Pāndavapura
- Nāgamangala
- Bellūru
- Melukote
- Dadaga